# Kopytníci

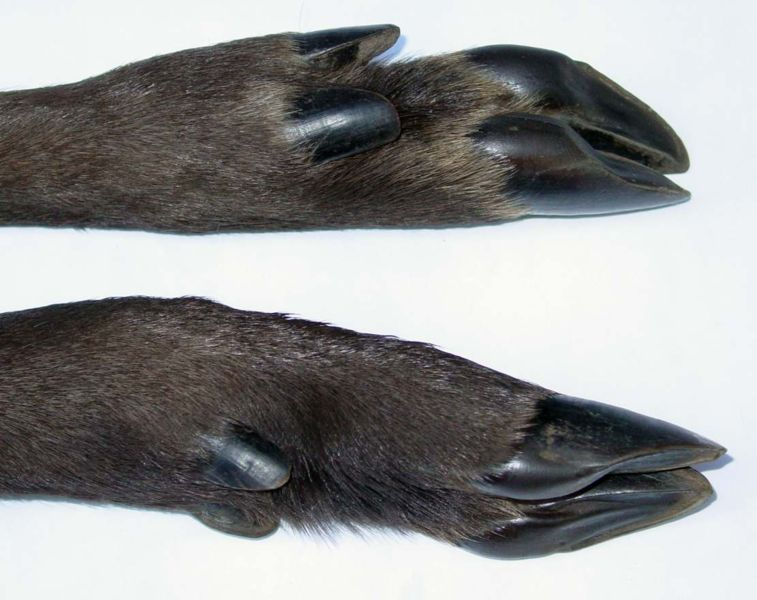
Srnčí kopýtka

Kopytníci (též kopytnatci) jsou savci zhrnutí do různorodé, avšak monofyletické skupiny (kladu) Euungulata (praví kopytníci), zahrnující řády lichokopytníků a sudokopytníků.
K lichokopytníkům (Perissodactyla) jsou řazeny tři čeledi současných savců: koňovití, nosorožcovití a tapírovití.
Sudokopytníci (Cetartiodactyla) podle nového pojetí zahrnují kromě "tradičních" sudokopytníků (parafyletická skupina Artiodactyla: velbloudovití, prasatovití, hrochovití, turovití a další) i kytovce (Cetacea), kteří s nimi mají společného předka.
Původně byli kopytníci definováni na základě přítomnosti kopyt v rámci širší skupiny Ungulata, do níž byly zařazeny i další savci (skupina Paenungulata): chobotnatci (Proboscidea), damani (Hyracoidea), hrabáči (Tubulidentata) a sirény (Sirenia); na základě genetických studií se však ukázalo, že tato skupina byla polyfyletická. Proto byl pro ("pravé") kopytníky vytvořen nový klad Euungulata a monofyletická skupina Paenungulata byla přeřazena do nadřádu Afrotheria.